# Polymera (Polymera) minutior
Polymera (Polymera) minutior is een tweevleugelige uit de familie steltmuggen (Limoniidae). De soort komt voor in het Neotropisch gebied.